# Franz Kuhn von Kuhnenfeld
Franz Kuhn, avstrijski feldmaršal, * 25. junij 1817, † 25. maj 1896.